# Anton Maria van Orléans-Bourbon
Anton Maria Louís Filips Johan Florencius van Orléans-Bourbon (Sevilla, 23 februari 1866 - Parijs, 24 december 1930), was een Spaanse infante en een kleinzoon van de koning Lodewijk Filips I van Frankrijk.
Hij was het achtste kind en de derde zoon van Anton van Orléans-Montpensier en Luisa Fernanda van Spanje. Op 6 maart 1886 trouwde hij in Madrid met zijn nicht Eulalia van Spanje, dochter van koningin Isabella II van Spanje en Frans van Assisi van Bourbon. Zo werd hij voor de tweede keer zwager van koning Alfons XII, die al met zijn zus Mercedes was getrouwd.
Anton en Eulalia kregen twee kinderen:
- Alfons Maria Francisco Diego (1886-1975), trouwde met prinses Beatrice van Saksen-Coburg-Gotha
- Lodewijk Fernando (1888-1945), trouwde met prinses Marie Say de Broglie

Na zijn dood werd zijn lichaam overgebracht naar het Escorial.